# Божурово (област Добрич)
Вижте пояснителната страница за други значения на Божурово.
Божурово е село в Североизточна България. То се намира в община Добричка, област Добрич.

## Население
Преброяване на населението през 2011 г.
Численост и дял на етническите групи според преброяването на населението през 2011 г.:
|                     | Численост | Дял (в %) |
| Общо                | 876       | 100,00    |
| Българи             | 301       | 34,36     |
| Турци               | 412       | 47,03     |
| Цигани              | 153       | 17,46     |
| Други               | 0         | 0,00      |
| Не се самоопределят | 0         | 0,00      |
| Неотговорили        | 0         | 0,00      |

## Редовни събития
- Съборът в село Божурово е на 6 септември.